# إيلي روبنسون
إيلي روبنسون (بالإنجليزية: Eli Robinson)‏ هو عازف جاز أمريكي، ولد في 23 يونيو 1908 في غرينفيل في الولايات المتحدة، وتوفي في 24 ديسمبر 1972.

## وصلات خارجية
- إيلي روبنسون على موقع ميوزك برينز (الإنجليزية)
- إيلي روبنسون على موقع أول ميوزيك (الإنجليزية)
- إيلي روبنسون على موقع ديسكوغز (الإنجليزية)